# Real Gabinete de Estudios Topográficos

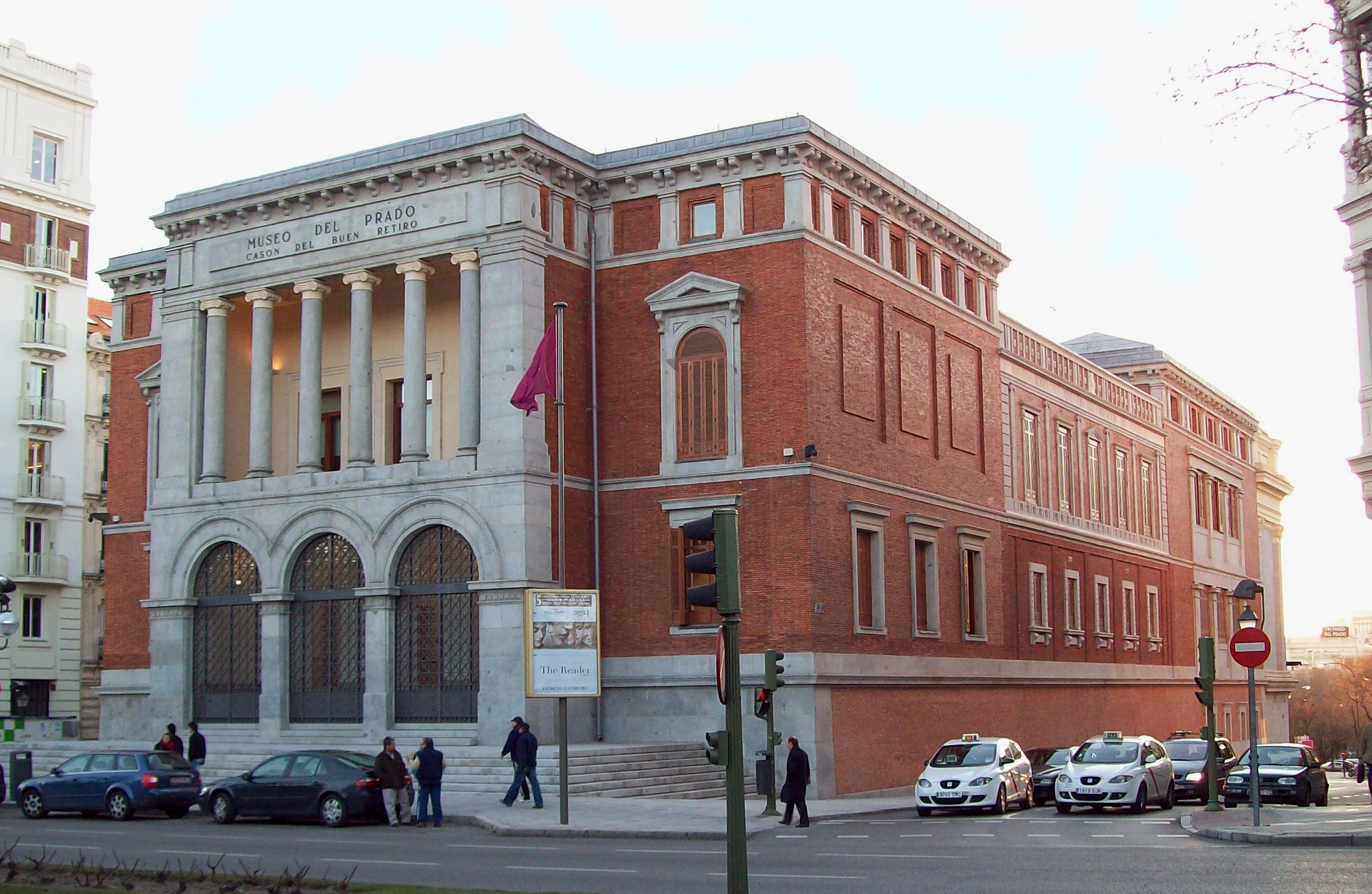
El Casón del Buen Retiro fue desde 1831 la sede del Gabinete.

El Real Gabinete de Estudios Topográficos (denominado también Gabinete de Modelos Topográficos de la Real Academia de San Fernando) fue una institución creada a instancias del militar y geógrafo León Gil de Palacio en diciembre de 1831 por Orden Real de Fernando VII. Su sede se encontraba en el Casón del Buen Retiro de Madrid (denominado Salón de reinos del Retiro). La vinculación inicial del Gabinete a la Real Academia de Bellas Artes de San Fernando hizo que se conectara con el espíritu ilustrado de la época, la decisión de ocupar precisamente el mismo espacio que el antiguo Real Gabinete de Máquinas fundado por Agustín de Betancourt y ya desaparecido por los desastres que había causado la Guerra de Independencia.
El gabinete sufrió una disminución de actividades tras la muerte de Fernando VII en 1834.  